# Ciry-Salsogne
Ciry-Salsogne är en kommun i departementet Aisne i regionen Hauts-de-France i norra Frankrike. Kommunen ligger  i kantonen Braine som ligger i arrondissementet Soissons. År 2022 hade Ciry-Salsogne 892 invånare.

## Befolkningsutveckling
Antalet invånare i kommunen Ciry-Salsogne
Referens: INSEE